# Nuoto ai XVII Giochi del Mediterraneo - 200 metri stile libero femminili
Le gare di nuoto nella categoria 200 metri stile libero femminili si sono tenute il 24 giugno 2013 al Yeni Olimpik Yüzme Havuzu di Mersin.

## Calendario
Fuso orario EET (UTC+3).
| Data      | Ora   | Turno    |
| --------- | ----- | -------- |
| 24 giugno | 9:30  | Batterie |
| 24 giugno | 18:00 | Finale   |

## Risultati
Le 15 atlete vengono inquadrate in tre batterie rispettivamente da 4, 6 e 5 nuotatrici ciascuna. Si qualificano alla finale i primi otto tempi.

### Batterie
| Pos. | Nome                      | Nazione   | Tempo   | Batt. | Corsia | Note |
| ---- | ------------------------- | --------- | ------- | ----- | ------ | ---- |
| 1    | Martina De Memme          | Italia    | 2'01"96 | 2     | 4      | Q    |
| 2    | Mojca Sagmeister          | Slovenia  | 2'03"33 | 1     | 4      | Q    |
| 3    | Diletta Carli             | Italia    | 2'04"10 | 3     | 4      | Q    |
| 4    | Katya Bachrouche          | Libano    | 2'04"33 | 2     | 5      | Q    |
| 5    | Marta González Crivillers | Spagna    | 2'04"34 | 1     | 6      | Q    |
| 5    | Zeineb Khalfallah         | Tunisia   | 2'04"34 | 3     | 3      | Q    |
| 7    | Theodora Giareni          | Grecia    | 2'04"51 | 3     | 5      | Q    |
| 8    | Catalina Corró Lorente    | Spagna    | 2'05"23 | 2     | 6      | Q    |
| 9    | Gizem Bozkurt             | Turchia   | 2'05"37 | 2     | 3      |      |
| 10   | Anastasia Bogdanovski     | Macedonia | 2'05"86 | 1     | 2      |      |
| 11   | Hania Moro                | Egitto    | 2'05"92 | 3     | 6      |      |
| 12   | Sarra Lajnef              | Tunisia   | 2'07"52 | 2     | 2      |      |
| 13   | Lauriane Haag             | Francia   | 2'08"30 | 1     | 5      |      |
| 14   | Reem Kassem               | Egitto    | 2'08"64 | 3     | 2      |      |
| 15   | Mónica Ramírez Abella     | Andorra   | 2'14"60 | 2     | 7      |      |

### Finale
| Pos. | Atleta                    | Nazionalità | Tempo   | Corsia |
| ---- | ------------------------- | ----------- | ------- | ------ |
|      | Martina De Memme          | Italia      | 1'59"65 | 4      |
|      | Mojca Sagmeister          | Slovenia    | 2'00"96 | 5      |
|      | Diletta Carli             | Italia      | 2'01"07 | 3      |
| 4    | Theodora Giareni          | Grecia      | 2'02"75 | 1      |
| 5    | Marta González Crivillers | Spagna      | 2'03"09 | 2      |
| 6    | Catalina Corró Lorente    | Spagna      | 2'03"65 | 8      |
| 7    | Katya Bachrouche          | Libano      | 2'04"23 | 6      |
| 8    | Zeineb Khalfallah         | Tunisia     | 2'04"50 | 7      |